# Elmetto

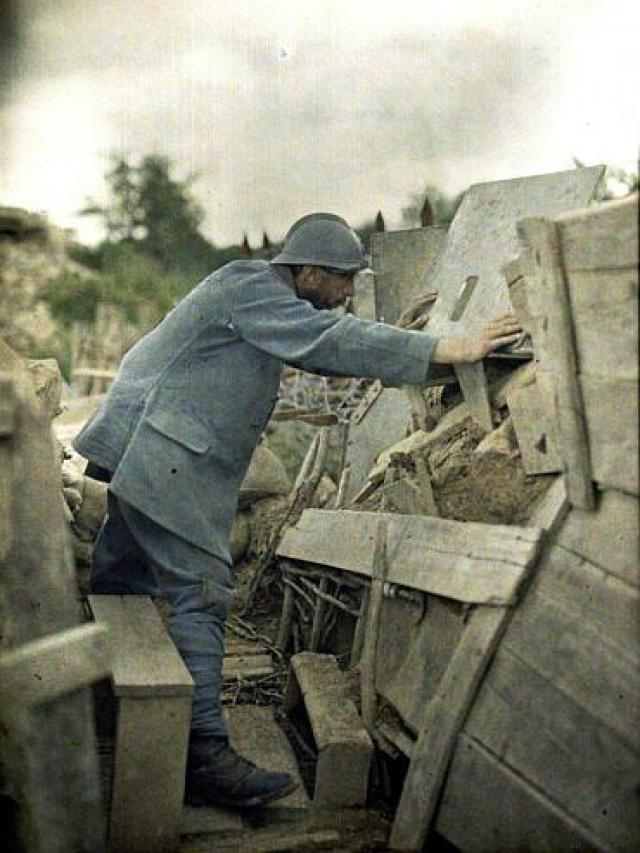
Immagine di un soldato francese durante la prima guerra mondiale con indosso uno dei primi elmetti moderni
(tipo Adrian)

L'elmetto è un copricapo protettivo utilizzato maggiormente in ambito militare, ma impiegato anche in particolari attività civili o sportive realizzato prevalentemente in metallo, cuoio o materiali sintetici, come ad esempio il Kevlar.
L'etimologia della parola, diminutivo di elmo, identifica la derivazione dell'elmetto da tale accessorio.

## Descrizione
Nel medioevo, con il termine elmetto era indicato quel piccolo elmo indossato dai cavalieri erranti e dai nobili prima dell'investitura a cavaliere.
Con l'avvento e lo sviluppo delle armi da fuoco si determinò l'elmetto privo d'utilità ed andò in disuso con il passare del tempo. 
Lo scoppio della prima guerra mondiale, caratterizzata dall'introduzione di nuove armi e di nuove tecniche di combattimento, evidenziò la necessità di proteggere la testa dei soldati, soprattutto dalle schegge di granata, con un copricapo metallico appositamente studiato, detto elmetto.
L'elmetto, dopo una serie di sperimentazioni, assumerà varie fogge e caratteristiche in relazione agli eserciti che lo adottano e allo sviluppo delle tecnologie indirizzate alla protezione individuale dei combattenti.
Nella prima guerra mondiale l'Italia, come già prima le altre nazioni coinvolte nel conflitto, dotò il proprio esercito di un elmetto ad imitazione di quello già adottato dai francesi, il noto modello 1916 "Adrian". Durante la seconda guerra mondiale le truppe italiane vennero dotate dell'elmetto M33.
Dagli anni settanta in poi, con l'avvento di nuove armi portatili, equipaggiate con proiettili sempre più veloci e devastanti, i tradizionali materiali quali il pesante acciaio al manganese sono stati sostituiti con altri di nuova concezione, più leggeri e resistenti le cosiddette "fibre balistiche" come il kevlar.
Attualmente l'Esercito Italiano, così come le altre Forze Armate italiane, utilizza un elmetto in kevlar con caratteristiche e prestazioni speciali quali:
- Calotta esterna in kevlar
- Calotta interna in poliuretano espanso
- Bordatura in fibra di nylon e cuoio conciato al cromo.

Affinché si possa garantire un maggiore mimetismo, l'elmetto viene rivestito da uno speciale telino mimetico vegetato, abbinato al resto dell'Uniforme da Combattimento.

## Parti dell'elmetto
- Calotta: è la parte principale dell'elmetto che costituisce la vera e propria protezione del capo;
- Crestina: è un elemento posto superiormente alla calotta a scopo decorativo o come protezione dei fori di aerazione, non è sempre presente;
- Visiera: elemento anteriore, integrato nella calotta o sovrapposto, a protezione della fronte, più o meno pronunciato a seconda del tipo di elmetto;
- Coprinuca: elemento posteriore, integrato nella calotta o sovrapposto, a protezione della nuca, più o meno pronunciata a seconda del tipo di elmetto;
- Imbottitura: rivestimento interno della calotta, in cuoio o cordura adattabile alle varie misure di testa;
- Sottogola o soggolo: sistema di fissaggio dell'elmetto in cuoio o canapa semplice o articolato con sistema di chiusura;
- Fregio: simbolo del reparto militare di appartenenza realizzato in metallo sovrapposto o dipinto, non è sempre presente;
- Aerazione: fori appositamente praticati nella calotta per l'aerazione, non sempre presenti.